# Lepidium nesophyllum
Lepidium nesophyllum är en korsblommig växtart som beskrevs av Hewson. Lepidium nesophyllum ingår i släktet krassingar, och familjen korsblommiga växter. Inga underarter finns listade i Catalogue of Life.